# Abschuss einer McDonnell F-4 der türkischen Luftstreitkräfte 2012
Beim Abschuss einer McDonnell F-4 der türkischen Luftstreitkräfte am 22. Juni 2012 vor der syrischen Küste in der Provinz Latakia wurde eine McDonnell RF-4E der türkischen Luftstreitkräfte von den syrischen Streitkräften abgeschossen. Das unbewaffnete Aufklärungsflugzeug war vom Flughafen Malatya Erhaç gestartet. Nach türkischen Angaben soll das Flugzeug den syrischen Luftraum nur kurz und aus Versehen verletzt haben und befand sich zum Zeitpunkt des Abschusses bereits wieder in internationalem Luftraum. Nach syrischen Angaben wurde das Flugzeug im syrischen Luftraum abgeschossen. Nach Meinungen von Experten wollte das Aufklärungsflugzeug die syrische Luftabwehr testen, basierend auf der niedrigen Flughöhe und der hohen Geschwindigkeit. Abgeschossen wurde das Flugzeug sehr wahrscheinlich von einer in der Sowjetunion entwickelten Flugabwehrrakete S-200.
Zwei Wochen nach dem Abschuss wurden die Leichen der Besatzung rund 15,7 km vor der syrischen Küste geborgen. Als Reaktion entsandte die NATO die in den USA entwickelten MIM-104-Patriot-Flugabwehrraketen an die türkische Grenze zu Syrien. An diesem Einsatz („Operation Active Fence“) beteiligen sich die USA, Spanien (seit Januar 2015), die Niederlande und Deutschland.